# كاثرين ساذرلاند
كاثرين ساذرلاند (بالإنجليزية: Catherine Sutherland)‏ هي عارضة وممثلة أسترالية، ولدت في 24 أكتوبر 1974 بسيدني في أستراليا.

## وصلات خارجية
- كاثرين ساذرلاند على موقع IMDb (الإنجليزية)
- كاثرين ساذرلاند على موقع ألو سيني (الفرنسية)
- كاثرين ساذرلاند على موقع أول موفي (الإنجليزية)
- كاثرين ساذرلاند على موقع قاعدة بيانات الأفلام السويدية (السويدية)
- كاثرين ساذرلاند على موقع قاعدة بيانات الفيلم (الإنجليزية)
- كاثرين ساذرلاند على موقع كينوبويسك (الروسية)